# 艾伯特·吉奥索
艾伯特·吉奥索（英語：Albert Ghiorso，1915年7月15日—2010年12月26日），是一名美国核化学家，劳伦斯伯克利国家实验室研究员，他参与了多个元素周期表中的化学元素的发现。

## 生平
吉奥索在加州阿拉米達长大，少年时期他自己做收音机，他的收音机甚至比当时军用的收音机接收到的距离还要远。
1937年他在伯克利加州大学获得电工学士学位。此后他在一个公司里生产急救通讯设备，并发明了世界上第一台商业的盖革计数器，这个发明使得他进入了曼哈顿计划。
他的妻子在劳伦斯伯克利国家实验室做秘书，与在同一实验室同作秘书的格伦·西博格的妻子是好友，这样吉奥索结识了西博格。
吉奥索与西博格的合作是回旋加速器初期最有成效的合作了。当时的回旋加速器的试验结果还很难辨认和测量。他们一起在伯克利加州大学发现了多个新元素。吉奥索参加发现了下述元素：
- 镅，约1945年
- 锔，1944年
- 锫，1949年
- 锎，1950年
- 锿，1952年
- 镄，1953年
- 钔，1955年
- 锘，1958年到1959年
- 鐒，1961年
- 鑪，1969年
- 𨧀，1970年
- 𨭎，1974年

2000年第118号元素的发现被证实是错误之前他的同事们曾建议以他的名字来命名这个元素。